# Теорема Гротендіка про розщеплення
Теорема Гротендіка про розщеплення дає класифікацію голоморфних векторних розшарувань над комплексною проективною прямою.
А саме, вона стверджує, що кожне голоморфне векторне розшарування над {\displaystyle \mathbb {C} \mathrm {P} ^{1}} є прямою сумою голоморфних 1-вимірних розшарувань.

## Історія
Теорему названо на честь Александра Гротендіка, який довів її в 1957 році.
Вона еквівалентна теоремі, доведеній 1913 року Джорджем Біркгофом, але була відома вже 1908 року Йосипу Племелю і 1905 року Давиду Гільберту.

## Формулювання
Формулювання Гротендіка
Кожне голоморфне векторне розшарування {\displaystyle {\mathcal {E}}} над {\displaystyle \mathbb {C} \mathrm {P} ^{1}} голоморфно ізоморфне прямій сумі лінійних розшарувань:
{\displaystyle {\mathcal {E}}\cong {\mathcal {O}}(a_{1})\oplus \cdots \oplus {\mathcal {O}}(a_{n}),}
де {\displaystyle {\mathcal {O}}(a)} позначає розшарування з класом Черна {\displaystyle a}. Більш того, це подання єдине з точністю до перестановки доданків.
Формулювання Біркгофа
Оборотна матриця {\displaystyle M}, кожна компонента якої є многочленом Лорана від {\displaystyle z}, подається у вигляді добутку
{\displaystyle M=M^{+}M^{0}M^{-}},
де матриця {\displaystyle M^{+}} — многочлен від {\displaystyle z}, {\displaystyle M^{0}} — діагональна матриця, і матриця {\displaystyle M^{-}} — многочлен від {\displaystyle {\tfrac {1}{z}}}.

## Застосування
- Теорема Гротендіка про розщеплення використовується в доведенні Мікалефа і Мура теореми про сферу з додатною комплексифікованою кривиною в ізотропних напрямках.

## Варіації та узагальнення
- Той же результат має місце для алгебричних векторних розшарувань над {\displaystyle \mathbb {P} _{k}^{1}} для будь-якого поля {\displaystyle k}.[5]